# やまる
やまるは、日本のYouTuber。2021年に活動を開始し、ショート動画からロング、ライブ配信まで複数の動画を投稿していた。だが、8月13日に引退したのを機に、全ての動画が非公開になってしまった。

## 概要
基本的にライブ配信でマインクラフトをしながら雑談をし、それを自身で切り抜いてショート動画として投稿するというものだった。ライブ画面は少々特殊であり、ニコニコ動画のように、右から左へリアルタイムでコメントが流れると言うものだった。現在(2025年8月20日)残っている動画は、「最初の配信」「ありがとうございました。8月13日引退配信です」「最後の配信」の3本のみ。